# Blade Runner (jeu vidéo, 1985)
Pour les articles homonymes, voir Blade Runner.
Blade Runner est un jeu vidéo légèrement inspiré du film Blade Runner et surtout fondé sur les musiques de Vangelis puisque CRL Group ne fut pas en mesure d'obtenir la licence du film. À sa sortie, le jeu obtient des notes plus que moyennes,,,,,,,.

## Histoire
Le jeu vous met dans la peau d'un Blade Runner à la recherche de Réplicants étant eux-mêmes à la recherche de leur créateur.

## Particularités
Étant donné que le jeu est fondé sur les musiques de Vangelis, lors du chargement de Blade Runner, le joueur est obligé d'écouter une séquence d'environ deux minutes de musique tirée du film sans pouvoir passer la séquence.